# Work It Out (Beyoncé)
Work It Out è un brano musicale funk scritto e interpretato dalla cantante statunitense Beyoncé, e prodotto dal duo The Neptunes per la colonna sonora del terzo film della serie cinematografica di Austin Powers, Austin Powers in Goldmember, uscito nel 2002, in cui la cantante esordisce al cinema.
Pubblicato come singolo portante della colonna sonora nel giugno del 2002, il brano è il primo singolo ufficiale da solista della cantante: negli Usa non è entrato in nessuna classifica rilevante, mentre in Europa è entrato nelle classifiche di diversi paesi, raggiungendo in alcuni casi la top10.

## Video musicale
Il videoclip del singolo è stato diretto da Matthew Rolston ed è stato girato in una breve pausa dal tour mondiale delle Destiny's Child, per poi essere presentato in anteprima esclusiva su MTV Making the Video. Il video traduce visivamente lo stile della canzone, e segna un cambiamento drastico di look della cantante rispetto ai look adottati fino a quel momento. La cantante infatti appare nella scena principale del video, che si svolge su un palco, vestita con un abito molto corto ricoperto completamente di paillettes dorate, e soprattutto con una capigliatura mai provata in passato dall'artista, ovvero una massa enorme e gonfia di ricci che segue perfettamente lo stile delle cantanti funk e soul del periodo a cui è ispirata sia la canzone che il personaggio di Foxxy Cleopatra interpretato da Beyoncé nel film di Austin Powers, capigliatura che ricalca il look di Tina Turner, a cui l'artista si è sempre ispirata. Beyoncé è attorniata in questa sequenza da musicisti e coriste vestiti anche loro seguendo lo stesso stile, e anche la scenografia che fa da sfondo ha colori e forme tipici di quegli anni. In un'altra scena la cantante balla in set nei quali vengono proiettate immagini psichedeliche che rimandano sempre agli anni 60 e 70. L'artista esegue poi un numero a cui è abituata fin da piccola, ovvero di hula hoop, con un cerchio luccicante e indossando un top succinto dorato e jeans molto attillati e a vita bassissima; sul posteriore dei pantaloni appare la scritta argentata "Virgo", in riferimento al segno zodiacale della cantante, quello della vergine, a cui è sempre stata legata dedicandogli perfino alcuni brani. Durante il ponte della canzone Beyoncé esegue una coreografia seguita da tre ballerine. Il video si apre e si chiude con una scena presa dal film Austin Powers in Goldmember, in cui l'attrice e Mike Myers sono al cinema, e sullo schermo viene proiettato proprio il video di Work It Out. Durante tutto il video sono alternate immagini tratte dal film, che vengono velocizzate e ripetute a seconda del ritmo che impone la canzone.

## Tracce
Work It Out (CD single)
1. "Work It Out" [album Version]
2. "Work It Out" [Maurice's Nu Soul mix]

Work It Out (Import single)
1. "Work It Out" [radio edit]
2. "Work It Out" [Maurice's Nu Soul mix]
3. "Work It Out" [Charlie's Nu NRG mix]
4. "Work It Out" [H&D Nu Rock mix]

Work It Out (UK single)
1. "Work It Out" [radio edit]
2. "Work It Out" [Blow Your Horn dub]
3. "Work It Out" [Azza's Nu Soul mix]

## Classifiche
| Classifica (2002)             | Posizione massima |
| ----------------------------- | ----------------- |
| Australia                     | 21                |
| Belgio (Vallonia)             | 40                |
| Danimarca                     | 14                |
| Francia                       | 87                |
| Germania                      | 75                |
| Irlanda                       | 12                |
| Norvegia                      | 3                 |
| Nuova Zelanda                 | 36                |
| Paesi Bassi                   | 26                |
| Regno Unito                   | 7                 |
| Stati Uniti (dance club play) | 11                |
| Svezia                        | 23                |
| Svizzera                      | 48                |